# Shigeyoshi Suzuki
Shigeyoshi Suzuki (鈴木 重義, Suzuki Shigeyoshi, Fukushima, 13 oktober 1902 – 20 december 1971) was een Japans voetballer die als aanvaller speelde.

## Japans voetbalelftal
Shigeyoshi Suzuki maakte op 27 augustus 1927 zijn debuut in het Japans voetbalelftal tijdens een Spelen van het Verre Oosten tegen China. Shigeyoshi Suzuki debuteerde in 1927 in het Japans nationaal elftal en speelde 2 interlands, waarin hij 1 keer scoorde.

## Statistieken
| Japans voetbalelftal | Japans voetbalelftal | Japans voetbalelftal |
| Jaar                 | Wed.                 | Dlp.                 |
| -------------------- | -------------------- | -------------------- |
| 1927                 | 2                    | 1                    |
| Totaal               | 2                    | 1                    |